# SN 2007uy
SN 2007uy – supernowa, którą odkrył Yoji Hirose 31 grudnia 2007 roku. Była to druga supernowa, która rozbłysła w galaktyce spiralnej NGC 2770, w gwiazdozbiorze Rysia. Stała się szerzej znana, gdy dzięki jej badaniom odkryto SN 2008D.